# Der Gauner
Der Gauner ist eine US-amerikanische Filmkomödie aus dem Jahr 1969 von Regisseur Mark Rydell. Das Drehbuch basiert auf dem Roman Die Spitzbuben (The Reivers) von William Faulkner, der 1963 mit dem Pulitzer-Preis ausgezeichnet wurde. Der Film wurde am 25. Dezember 1969 uraufgeführt. In Deutschland wurde der Film am 13. Februar 1970 erstmals im Kino gezeigt.

## Handlung
Die Familie McCaslin lebt 1905 in Jefferson, im US-Staat Mississippi. Der elf Jahre alte Lucius erwartet gespannt die Ankunft des neuen Familienautos, eines gelben Winton Flyers. Für die McCaslins arbeitet Boon Hogganbeck, der nun als Chauffeur tätig sein soll. Vater Maury und Großvater Boss werden bei einem Begräbnis in St. Louis erwartet. Lucius soll in der Obhut von Tante Callie zu Hause bleiben.
Lucius überredet Boon, mit ihm eine Spritztour in dem neuen Auto zu machen. Als sie auf dem Weg sind, taucht der Schwarze Ned auf. Der junge Mann, der von den McCaslins aufgenommen wurde, hatte sich auf dem Rücksitz des Autos versteckt. Die drei fahren nach Memphis, für den Weg dorthin brauchen sie 24 Stunden. Dort angekommen, macht sich Ned davon. Boon nimmt Lucius mit zu Miss Rebas Etablissement. Dort will Boon sich mit seiner Favoritin Corrie vergnügen. Corrie will aber ihren Beruf als Prostituierte aufgeben und heiraten.
Lucius übernachtet bei Corries Neffen Otis. Als Otis seine Tante eine Hure nennt, will Lucius ihre Ehre verteidigen. Bei dem Kampf erleidet er eine Schnittwunde. Am nächsten Morgen erscheint Ned. Er hat das Auto für ein Rennpferd mit dem Namen Lightning verkauft. Um Boon zu beruhigen, erklärt er ihm, dass das Auto der Gewinn bei einem Pferderennen sein wird. Lightning soll dabei gegen ein anderes Pferd, Coppermine, antreten. Lightning scheint aber kein Renner zu sein. Erst als Ned in seiner Gegenwart ein Sardinensandwich isst, wird Lightning lebhaft. Er demoliert seinen Stall und stellt später einen Bahnrekord auf.
Sheriff Butch Lovemaiden ist ein Rassist und hasst Schwarze. Boon muss Ned gegen den Sheriff mit Gewalt verteidigen. Boon, Ned und Lucius werden verhaftet. Doch Corrie kann die drei befreien, als sie den Sheriff verführt. Boon wird deswegen wütend und verlässt Corrie im Streit. Lucius, der Corrie sehr gernhat, will nach Hause, anstatt Lightning zu reiten. Erst als er den Winton an der Rennbahn sieht, ändert er seine Meinung. Das Rennen ist eng, Coppermine gewinnt durch Schummelei. Das neu gestartete Rennen gewinnt Lightning ohne Probleme. Nach dem Rennen erscheint Großvater Boss und bringt Lucius, Boon, Ned, das Auto und Lightning nach Hause.
Vater Maury will Lucius bestrafen. Boss kann seinen Enkel vor der Prügelstrafe bewahren. Er macht Lucius klar, dass er die Konsequenzen seiner Handlungen tragen muss. Lucius fühlt sich ermutigt und hört erfreut, dass Boon und Corrie heiraten werden. Ihr erstes Kind wollen sie nach ihm benennen.

## Hintergrund

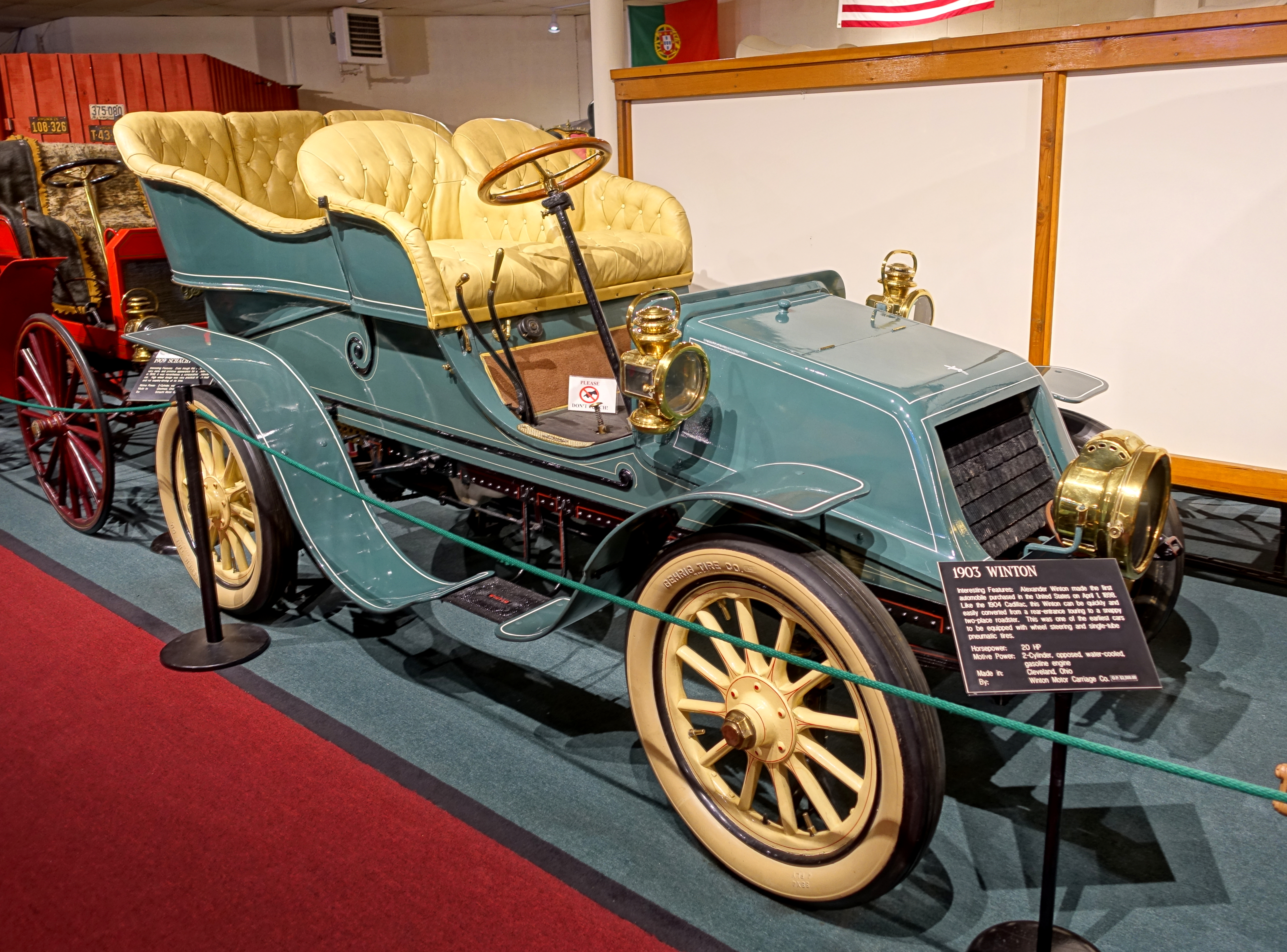
Ein Winton Flyer aus dem Jahr 1903 in einem Automuseum in Virginia

Der Film The Reivers basiert auf dem gleichnamigen Roman von Literaturnobelpreisträger William Faulkner, der einen Monat nach der Veröffentlichung 1962 an den Nachfolgen eines Reitunfalls starb. Der für Faulkners Verhältnisse leicht verständliche, ungewöhnlich komische Roman brachte ihm seinen zweiten Pulitzerpreis ein. Die Produktionsfirma National General Pictures erwarb die Filmrechte und beauftragten Harriet Frank Jr. und Irving Ravetch, ein Ehepaar und auch ein Paar beim Schreiben von Drehbüchern, mit der Adaption.
Gedreht wurde auch vor Ort in Faulkners Heimatstaat Mississippi. Während der Dreharbeiten kam es zu Auseinandersetzungen zwischen McQueen und Regisseur Mark Rydell, die sich bereits in den 1950er-Jahren als damals noch unbekannte Schauspieler kennengelernt hatten – als McQueen Rydell seine Freundin ausgespannt hatte. McQueen hielt sich nicht an die Vertragsvereinbarungen und nahm an einem Stock-Car-Rennen teil. McQueen hielt Rydells Arbeitsweise für schlecht und forderte dessen Ablösung. Erst die Intervention des Produktionsvorstandes brachte Ruhe in den weiteren Ablauf der Dreharbeiten. Auseinandersetzungen gab es auch bei der Besetzung der Rollen, da McQueen seine Wunschkandidatin Sharon Farrell für die Hauptrolle gegen Rydells Willen durchsetzen konnte. McQueen war mit seiner Produktionsfirma Solar Productions Mitfinanzier des Films und konnte daher bei der Besetzung mitentscheiden. Rydell konnte aber Rupert Crosse als Ned durchsetzen – gegen den Willen von McQueen, der vor allem fürchtete, neben dem über 1,90 Meter großen Crosse mit seiner Körpergröße von 1,77 Metern klein zu wirken. Rydell und McQueen arbeiteten nie wieder zusammen.
Der Winton Flyer ist kein reales Modell des US-amerikanischen Autoherstellers Winton. Das extra für den Film gebaute Modell wurde nach den Dreharbeiten von Steve McQueen für seine Automobilsammlung gekauft. Nach dem Tod des Schauspielers 1980 wurde es an das Petersen Automotive Museum in Los Angeles gegeben. Zuletzt wurde der Wagen 2006 beim Auktionshaus Bonhams für über 100.000 US-Dollar versteigert.
Ellen Geer, die die Prostituierte Sally spielt, ist die Tochter des Großvater-Darstellers Will Geer, der in Deutschland besonders durch seine Rolle als Großvater in der TV-Serie Die Waltons bekannt wurde.  Als Regieassistent arbeitete Tim Zinnemann, der Sohn des Regie-Veterans Fred Zinnemann. Als Sprecher des Erzählers (der die Filmhandlung einleitet) wurde in der Originalversion Burgess Meredith engagiert.

## Synchronisation
Die deutsche Synchronfassung entstand zur Kinopremiere bei der Ultra-Film unter Synchronregie von John Pauls-Harding nach einem Dialogbuch von Eberhard Cronshagen.
| Rolle                           | Schauspieler        | Synchronsprecher  |
| ------------------------------- | ------------------- | ----------------- |
| Erzählerstimme (älterer Lucius) | Burgess Meredith    | Martin Hirthe     |
| Boon Hogganbeck                 | Steve McQueen       | Michael Chevalier |
| Corrie                          | Sharon Farrell      | Almut Eggert      |
| Lucius McCaslin                 | Mitch Vogel         | Mathias Einert    |
| Ned McCaslin                    | Rupert Crosse       | Herbert Stass     |
| „Boss“ McCaslin, Großvater      | Will Geer           | Eduard Wandrey    |
| Miss Reba                       | Ruth White          | Tina Eilers       |
| Mr. Binford, Bordellbesitzer    | Michael Constantine | Klaus Miedel      |
| Sheriff Butch Lovemaiden        | Clifton James       | Hans W. Hamacher  |
| Onkel Possum                    | Juano Hernández     | Franz Nicklisch   |
| Maury McCaslin, Lucius’ Vater   | Lonny Chapman       | Heinz Petruo      |
| Hannah                          | Diane Shalet        | Ursula Herwig     |
| Richter Ed                      | Roy Barcroft        | Herbert Weißbach  |

## Kritiken
Das Lexikon des internationalen Films beschreibt die Produktion als „Verfilmung eines Romans von William Faulkner, erzählt aus der Perspektive liebevoll-verklärender Erinnerung und Altersweisheit, konventionell, aber mit handwerklichen Qualitäten inszeniert und gut gespielt“. Die Zeitschrift Cinema bescheinigte dem Film eine „stimmungsvolle Südstaaten-Atmosphäre“ und beschrieb ihn als „charmante[n] Film mit nostalgischem Flair“. Auch die Rheinische Post war voller Lob. Der Film sei eine „stimmungsvolle Komödie, die vor allem dank der guten Leistung von Steve McQueen prächtig unterhält“. Auch der Evangelische Film-Beobachter geizt nicht mit Lob: „Nach William Faulkners heiterem Roman entstand ein prächtiger Film, der lebendig, atmosphärisch dicht, in hübschen Farben und mit ungekünsteltem, gelöstem Spiel die komischen Situationen sowie mit einfühlsamen Zwischentönen den Übergang zwischen Kindheit und Jugendalter schildert. Sehr zu empfehlen.“
Für Roger Ebert von der Chicago Sun-Times war der Film „erfreulich und aufrichtig“, da er auf angenehme Weise nostalgisch sei. Es sei einer der selten gewordenen Familienfilme, der die Intelligenz aller Zuschauer weder beleidige noch überfordere. TimeOut London beschrieb den Film als „sonnig nostalgisch“. Für Variety war der Film „hübsch unzüchtig, eine Art Walt Disney für Erwachsene“.

## Auszeichnungen
Der Film wurde für zwei Oscars nominiert: Rupert Crosse als bester Nebendarsteller und John Williams für die beste Filmmusik. Rupert Crosse wurde somit der erste afroamerikanische Schauspieler, der in der Geschichte der seit 1929 bestehenden Oscars in der Kategorie Bester Nebendarsteller nominiert wurde. Auch für den Golden Globe gab es zwei Nominierungen: für Steve McQueen als bester Hauptdarsteller und für Mitch Vogel als bester Nebendarsteller. Das Drehbuch wurde für den WGA Award der Writers Guild of America nominiert.